# Lusaka (stad)

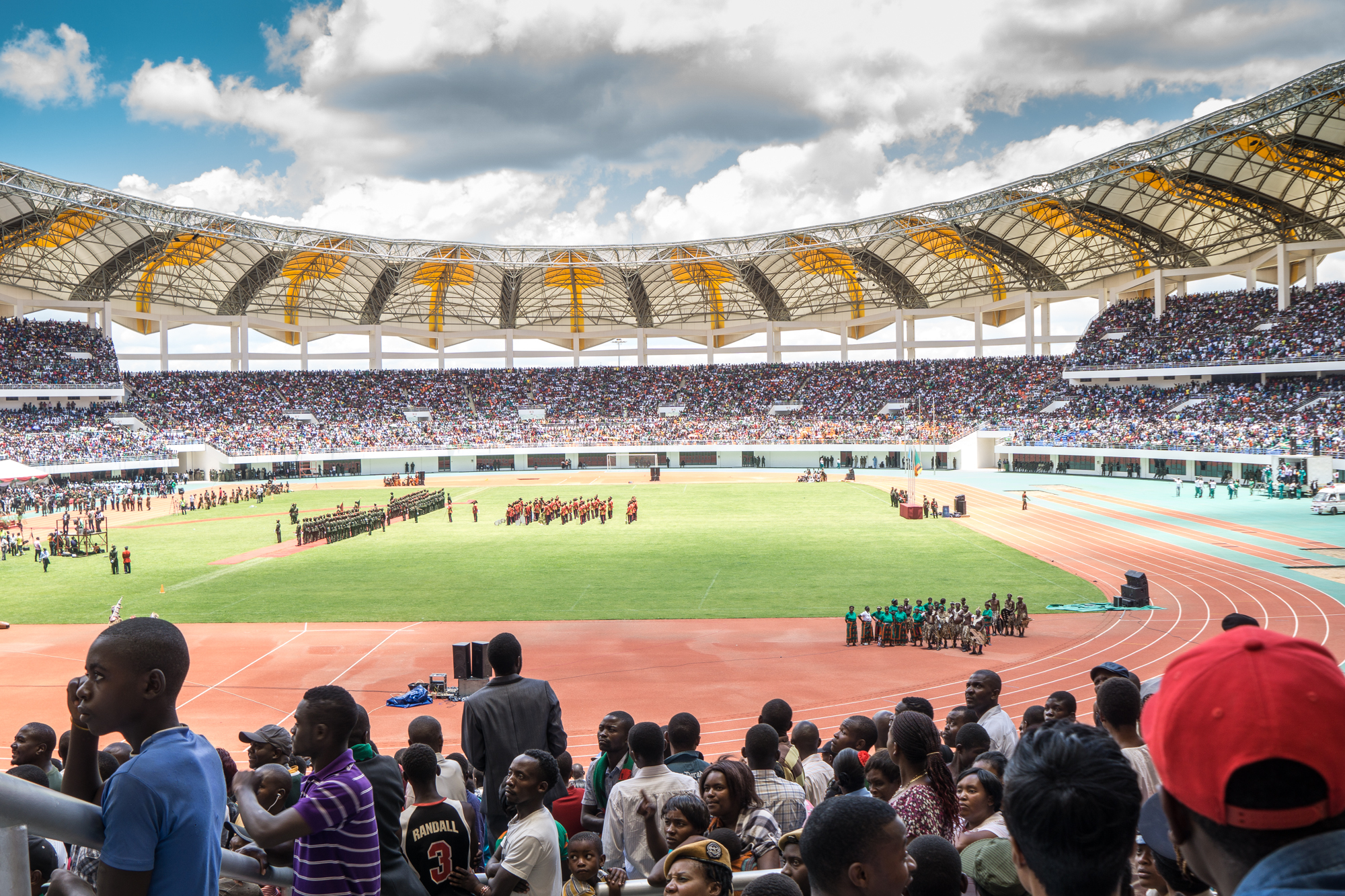
National Heroes Stadium

Lusaka is de hoofdstad en grootste stad van Zambia. Ze is gelegen in centraal Zuid-Zambia op een plateau op 1280 m hoogte. De stad telde in 2010 ongeveer 1.742.000 inwoners.

## Geschiedenis
In de jaren 1890 kwam het gebied in handen van de British South Africa Company. Lusaka werd in 1905 door Europese kolonisten gesticht. In 1924 droeg de British South Africa Company het bestuur van het gebied over aan de Britse koloniale overheid. Wegens haar centrale plaats in het land en de gunstige ligging aan het spoorwegennet verving ze in 1935 Livingstone als hoofdstad van de Britse kolonie Noord-Rhodesië. Lusaka was een draaischijf in de antikoloniale beweging. Het Northern Rhodesian Congress werd hier opgericht in 1948. In 1960 begon de beweging voor burgerlijke ongehoorzaamheid die ijverde voor onafhankelijkheid in Lusaka.
In 1964 werd het de hoofdstad van het kort daarvoor onafhankelijk geworden Zambia. Naast het oude centrum langs de spoorlijn ontstond een moderne buurt met overheidsgebouwen.
Op 1 maart 1999 ontploften vier bommen in Lusaka, waarvan één de Angolese ambassade vernietigde.

## Economie
Lusaka is een belangrijke handelsplaats voor landbouwproducten, met als voornaamste maïs en tabak. De omgeving buiten de stad bestaat uit grasland waar vee wordt geteeld. Er is ook industrie in de stad: textiel, schoenen, cement en voedselverwerking.
In Lusaka staat de grootste universiteit van het land, de Universiteit van Zambia, gesticht in 1965.

## Transport
Lusaka heeft een internationale luchthaven.
De stad ligt aan de kruising van de Great North Road (naar Tanzania) en de Great East Road (naar Malawi).
Via het spoor is de stad verbonden met Livingstone en Ndola in de Copperbelt en met Tanzania.

## Bevolking
Lusaka kent een sterke groei. De stad telde in 2010 ongeveer 1.742.000 inwoners. De stad telde 1.084.703 inwoners bij de volkstelling van 2000 tegen 769.353 bij die van 1990 en 535.830 bij die van 1980.
Van oudsher zijn de belangrijkste bevolkingsgroepen in het gebied Nyanja en Soli. In de stad zijn er kleine groepen Europeanen en Aziaten.

### Religie
Lusaka is sinds 1959 de zetel van een rooms-katholiek aartsbisdom.

## Stedenbanden
- Los Angeles (Verenigde Staten)

## Geboren
- Kåre Becker (1978), voetballer